# Shin Chan: El chuletón imposible
Shin Chan: El chuletón imposible (クレヨンしんちゃん 嵐を呼ぶ 栄光のヤキニクロード, Kureyon Shin-chan: Arashi o Yobu: Eikō no Yakiniku Rōdo) es una película de animación japonesa del año 2003 y decimoprimer filme basado en la serie Shin Chan. Fue estrenado en España exclusivamente en DVD el 23 de abril de 2008.

## Reparto
| Actor original    | Personaje                |
| ----------------- | ------------------------ |
| Keiji Fujiwara    | Hiroshi Nohara           |
| Akiko Yajima      | Shinnosuke Nohara        |
| Miki Narahashi    | Misae Nohara             |
| Satomi Kôrogi     | Himawari Nohara          |
| Mari Mashiba      | Tôru Kazama              |
| Tamao Hayashi     | Nené Sakurada            |
| Teiyû Ichiryûsai  | Masao Sato               |
| Chie Satô         | Boo-chan                 |
| Hiroya Ishimaru   | Hombre de la bata blanca |
| Mitsuaki Madono   | Conductor                |
| Masashi Ebara     | Chôkurô Shimoda          |
| Junko Minagawa    | Amagi                    |
| Natsuo Tokuhiro   | Coronel Dôgashima        |
| Unshô Ishizuka    | El jefazo                |
| Yumi Takada       | Midori Yoshinaga         |
| Michie Tomizawa   | Ume Matsuzaka            |
| Kotono Mitsuishi  | Masumi Ageo              |
| Rokurô Naya       | Bunta Takakura           |
| Daisuke Sakaguchi | Yoshirin Hatogaya        |
| Fumie Kusachi     | Micchi Hatogaya          |
| Reiko Suzuki      | Sra. Kitamoto            |
| Sayuri Yamauchi   | Nanako Oohara            |
| Tesshô Genda      | Ultrahéroe               |
| Etsuko Kozakura   | Mimiko Sakura            |
| Daisuke Gôri      | Jefe de Hiroshi          |
| Daiki Nakamura    | Kawaguchi                |
| Hidenari Ugaki    | Presidente               |
| Kôji Yusa         | Presentador de TV        |
| Hiromi Nishikawa  | Esposa de Shimoda        |
| Tomomi Kahara     | Tomo                     |